# 细穗宿柱薹
细穗宿柱薹（学名：Carex gracilispica）为莎草科薹草属下的一个种。

## 扩展阅读
- 維基物種上的相關：细穗宿柱薹